# Paepalanthus archeri
Paepalanthus archeri är en gräsväxtart som beskrevs av Harold Norman Moldenke. Paepalanthus archeri ingår i släktet Paepalanthus och familjen Eriocaulaceae. Inga underarter finns listade i Catalogue of Life.